# 2. divisjon 2011 (football americano norvegese)
La 2. divisjon 2011 è la 19ª edizione del campionato di football americano di secondo livello, organizzato dalla NAIF.

## Squadre partecipanti
| Club                    | Città        | Stadio | Sponsor ufficiale | Risultato nella stagione 2010 |
| ----------------------- | ------------ | ------ | ----------------- | ----------------------------- |
| AFC Show                | Stavanger    |        |                   |                               |
| Flint Raiders           | Tønsberg     |        |                   |                               |
| Kristiansand Gladiators | Kristiansand |        |                   |                               |

## Stagione regolare

### Calendario

#### 1ª giornata
| 30 aprile 2011, ore 14:00 | Kristiansand Gladiators | 28 – 12 | AFC Show |  |

#### 2ª giornata
| 8 maggio 2011, ore 14:00 | Flint Raiders | 6 – 106 | Kristiansand Gladiators |  |

#### 3ª giornata
| 14 maggio 2011, ore 14:00 | AFC Show | 84 – 6 | Flint Raiders |  |

#### 4ª giornata
| 22 maggio 2011, ore 14:00 | AFC Show | 28 – 0 | Kristiansand Gladiators |  |

#### 5ª giornata
| 28 maggio 2011, ore 14:00 | Kristiansand Gladiators | 80 – 0 | Flint Raiders |  |

#### 6ª giornata
| 4 giugno 2011, ore 14:00 | Flint Raiders | 0 – 79 | AFC Show |  |

#### 7ª giornata
| 11 giugno 2011, ore 14:00 | Flint Raiders | 0 – 80 | Kristiansand Gladiators |  |

#### 8ª giornata
| 19 giugno 2011, ore 14:00 | Kristiansand Gladiators | 0 – 14 | AFC Show |  |

#### 9ª giornata
| 26 giugno 2011, ore 14:00 | AFC Show | 84 – 6 | Flint Raiders |  |

### Classifica
La classifica della regular season è la seguente:
- PCT = percentuale di vittorie, G = partite giocate, V = partite vinte,  P = partite perse, PF = punti fatti, PS = punti subiti

| Pos. | Squadra                 | PCT  | G | V | N | P | PF  | PS  |
| ---- | ----------------------- | ---- | - | - | - | - | --- | --- |
| 1    | AFC Show                | .833 | 6 | 5 | 0 | 1 | 227 | 34  |
| 2    | Kristiansand Gladiators | .667 | 6 | 4 | 0 | 2 | 294 | 60  |
| 3    | Flint Raiders           | .000 | 6 | 0 | 0 | 6 | 12  | 429 |

## Verdetti
- AFC Show campioni della 2. divisjon 2011